# José Reis Pereira
José Reis Pereira (São João do Piauí, 10 de dezembro de 1943 – 25 de janeiro de 2023) foi um professor e político brasileiro, outrora deputado estadual pelo Piauí.

## Dados biográficos
Filho de Constantino Pereira de Sousa e Azenete de Carvalho Reis e Sousa, é licenciado em Letras com Mestrado em Língua Portuguesa. Professor da Universidade Federal do Piauí, foi eleito deputado estadual pelo PMDB em 1986. Ao longo do mandato filiou-se ao PSDB e depois foi secretário municipal de Educação em Teresina na terceira administração Wall Ferraz entre 1993 e 1995 e presidente da Fundação Cultural Monsenhor Chaves nos anos seguintes.
Ele morreu em casa aos 79 anos após um longo período  internado em um hospital particular de Teresina para tratamento contra um câncer de pulmão, com o qual já convivia há vários anos.
Seu pai foi eleito deputado estadual em 1947, 1950, 1954, 1958 e 1966.